# John Renshaw Carson
John Renshaw Carson (Pittsburgh, 28 giugno 1886 – New Hope, 31 ottobre 1940) è stato uno scienziato statunitense.

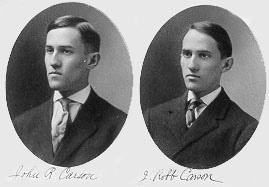
I gemelli Carson, dall'album della classe 1907 alla Princeton University

Fu un famoso teorico delle trasmissioni per i primi sistemi di comunicazioni. Inventò la modulazione a banda laterale singola e sviluppò la regola della banda di Carson per stimare la banda della modulazione di frequency (FM). Nel 2013 Carson fu introdotto nella Electronic Design Hall of Fame per i suoi contributi alle comunicazioni.

## Biografia

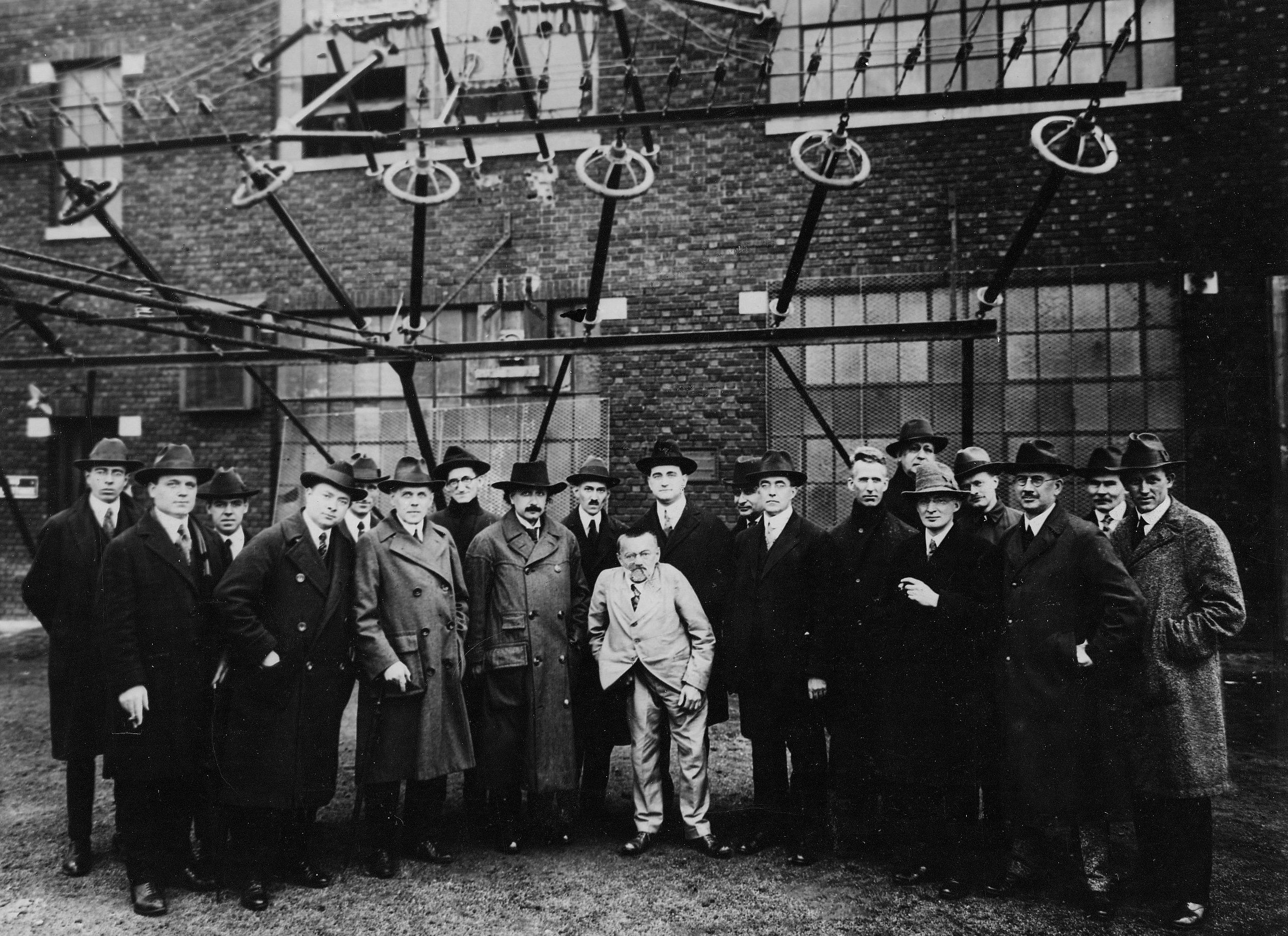
John Renshaw Carson, nono da sinistra (spesso scambiato per Nikola Tesla), in un gruppo di prominenti scienziati ad una dimostrazione di comunicazioni transoceaniche della RCA alla New Brunswick Marconi Station il 23 aprile 1921. Albert Einstein è l'ottavo da sinistra e Charles Steinmetz è al centro, con un vestito di colore chiaro.

Carson nacque a Pittsburgh, Pennsylvania, ed insieme al suo fratello gemello Joseph frequentò la Princeton University, laureandosi nel 1907 con una laurea in scienze. John frequentò il Massachusetts Institute of Technology dal 1907 al 1908, prima di tornare a Princeton per ricevere la sua laurea in elettrotecnica nel 1909 ed un master in scienze nel 1912. Dal 1912 al 1914 Carson fu docente in elettrotecnica e fisica a Princeton, ma nel 1913 gli venne offerta una posizione alla American Telephone & Telegraph (AT&T) e nel 1914 lasciò l'università.
All'AT&T, Carson è stato coinvolto nei primi esperimenti telefonici. Nel 1915 inventò la modulazione a banda laterale singola per trasmettere più telefonate contemporaneamente su un singolo circuito elettrico e fu responsabile dell'installazione del primo sistema di questo tipo tra Pittsburgh e Baltimora. PittsburghBaltimoraNel 1922 pubblicò un trattato matematico sulla modulazione di frequenza (FM), che introdusse la regola della larghezza di banda di Carson . Nel suo articolo del 1922, Carson ha presentato una critica della modulazione di frequenza a banda stretta, che si ha quando l'oscillazione della frequenza massima è resa più stretta della larghezza di banda dell'audio. Più tardi, Edwin Armstrong è riuscito a dimostrare che la modulazione di frequenza può essere vantaggiosa se l'oscillazione della frequenza è significativamente più ampia della larghezza di banda dell'audio. Dal 1917 al 1925 Carson analizzò gli effetti dei filtri sulla modulazione di ampiezza tramite il calcolo operativo , consentendo in tal modo ai progettisti di sistemi telefonici di prevedere la diafonia con più chiamate su un singolo doppino. Ha pubblicato una serie di articoli su questo argomento nel Bell System Technical Journal, fino al suo libro del 1926 Electrical Circuit Theory e Operational Calculus .
Dal 1925 al 1940 Carson lavorò per i laboratori Bell Telephone come matematico ed ingegnere elettrico. Un lavoro significativo durante questo periodo fu la sua analisi matematica degli esperimenti con guida d'onda del 1932 di George C. Southworth .
Nel 1924 Carson ha ricevuto il IRE Morris N. Liebmann Memorial Award "in riconoscimento dei suoi preziosi contributi alla teoria dei circuiti in corrente alternata e, in particolare, alle sue indagini sui sistemi di filtraggio e sulla telefonia a banda laterale singola". Ha ricevuto un dottorato honoris causa dal Brooklyn Polytechnic Institute nel 1937 e la medaglia Elliott Cresson del 1939 dal Franklin Institute . Le sue lettere di laurea sono archiviate alla Princeton University .

## Brevetti
- U.S. Patent 1,449,382 : John Carson/AT&T: "Method and Means for Signaling with High Frequency Waves" sottoposto il 1 dicembre 1915; assegnato il 27 marzo 1923

## Lavori principali
- 1921: "Wave Propagation over Parallel Wires: The Proximity effect", Philosophical Magazine, volume IXLI, pages 607–633.
- 1922: "Notes on the Theory of Modulation", Proceedings of the Institute of Radio Engineers, volume 10, issue 1, pages 57–64.
- 1924: A Generalization of Reciprocal Theorem, Bell System Technical Journal 3: 393–399.
- 1925: Selective Circuits and Static Interference, Bell System Technical Journal, 4:265.
- 1926: Wave Propagation in Overhead Wires with Ground Return, Bell System Technical Journal,  5: 539.
- 1926: Electrical Circuit Theory and Operational Calculus, New York: McGraw–Hill.
- 1926: The Heaviside Operational Calculus, Bulletin of the American Mathematical Society 32(1):43–68, link from Project Euclid.
- 1936: (with S. P. Mead and S. A. Schelkunoff) Hyper-Frequency Waveguides: Mathematical Theory, Bell System Technical Journal 15: 310–333.